# SN 2000S
SN 2000S – supernowa typu Ic odkryta 28 lutego 2000 roku w galaktyce M-01-27-20. W momencie odkrycia miała maksymalną jasność 20,90m.